# Tale e quale show (settima edizione)
La settima edizione di Tale e quale show è andata in onda dal 22 settembre all'11 novembre 2017 ogni venerdì (eccetto la terza e l'ottava puntata, trasmesse di sabato) in prima serata su Rai 1 per un totale di otto puntate, seguite da altre tre della sesta edizione del torneo, nella quale si sono sfidati i tre migliori concorrenti uomini e le tre migliori concorrenti donne di quest'edizione insieme ai tre migliori uomini e alle tre migliori donne dell'edizione precedente.
Confermato alla conduzione Carlo Conti, che ha dedicato questa edizione al conduttore e imitatore Gigi Sabani, a dieci anni dalla scomparsa.
In questa settima edizione rimangono in giuria Loretta Goggi ed Enrico Montesano, mentre Claudio Amendola viene sostituito da Christian De Sica, il quale torna a svolgere questo ruolo dopo le prime quattro edizioni del programma. Inoltre, come di tradizione, la giuria è spesso affiancata da un quarto giudice a rotazione, il quale stila anch'esso una classifica a fine puntata, così come gli altri membri.
L'edizione è stata vinta da Marco Carta, si classifica al secondo posto Annalisa Minetti, segue al terzo posto Filippo Bisciglia.

## Cast

### Concorrenti

#### Uomini
- Marco Carta
- Federico Angelucci
- Filippo Bisciglia
- Claudio Lippi
- Piero Mazzocchetti
- Platinette
- Dario Bandiera[2]

#### Donne
- Annalisa Minetti
- Edy Angelillo
- Benedetta Mazza
- Alessia Macari
- Valeria Altobelli
- Donatella Rettore[3]

#### Fuori gara
- Gabriele Cirilli

### Giudici
La giuria è composta da:
- Enrico Montesano
- Loretta Goggi
- Christian De Sica

#### Quarto giudice
Anche in questa edizione la giuria in alcune puntate viene spesso affiancata dalla presenza di un quarto giudice a rotazione, che partecipa al voto delle esibizioni e stila una propria classifica. Nella tabella sottostante sono riportati i personaggi che hanno ricoperto di volta in volta il suddetto ruolo.
| Puntata | Messa in onda     | Quarto giudice      |
| 1       | 22 settembre 2017 | -                   |
| 2       | 29 settembre 2017 | Beppe Fiorello      |
| 3       | 7 ottobre 2017    | Ambra Angiolini     |
| 4       | 13 ottobre 2017   | -                   |
| 5       | 20 ottobre 2017   | Alessandro Preziosi |
| 6       | 27 ottobre 2017   | -                   |
| 7       | 3 novembre 2017   | -                   |
| 8       | 11 novembre 2017  | Max Tortora         |

### Coach
Coach dei concorrenti sono:
- Silvio Pozzoli: vocal coach
- Daniela Loi: vocal coach
- Pinuccio Pirazzoli: direttore d'orchestra
- Maria Grazia Fontana: vocal coach
- Emanuela Aureli: imitatrice
- Fabrizio Mainini: coreografo

## Puntate

### Prima puntata
La prima puntata è andata in onda il 22 settembre 2017 ed è stata vinta da Annalisa Minetti che ha interpretato Céline Dion in All by Myself.
| Ordine | Canzone e cantante imitato                 | Concorrente        | Punteggio | Montesano | Goggi | De Sica | Concorrenti |
| ------ | ------------------------------------------ | ------------------ | --------- | --------- | ----- | ------- | ----------- |
| 6      | All by Myself - Céline Dion                | Annalisa Minetti   | 68        | 16        | 16    | 16      | 20          |
| 3      | Mi manchi - Fausto Leali                   | Marco Carta        | 49        | 15        | 15    | 14      | 5           |
| 2      | Occidentali's Karma - Francesco Gabbani    | Filippo Bisciglia  | 46        | 14        | 12    | 15      | 5           |
| 4      | Crazy in Love - Beyoncé                    | Alessia Macari     | 40        | 13        | 14    | 13      | -           |
| 12     | Primavera - Marina Rei                     | Valeria Altobelli  | 39        | 9         | 13    | 12      | 5           |
| 9      | È la mia vita - Al Bano                    | Piero Mazzocchetti | 32        | 12        | 10    | 10      | -           |
| 1      | L'uomo d'oro - Caterina Caselli            | Donatella Rettore  | 31        | 6         | 11    | 9       | 5           |
| 11     | La tua ragazza sempre - Irene Grandi       | Benedetta Mazza    | 30        | 10        | 8     | 7       | 5           |
| 10     | You Make Me Feel (Mighty Real) - Sylvester | Platinette         | 30        | 8         | 6     | 6       | 10          |
| 8      | Vacanze romane - Antonella Ruggiero        | Edy Angelillo      | 27        | 5         | 9     | 8       | 5           |
| 7      | Despacito - Luis Fonsi                     | Federico Angelucci | 25        | 7         | 7     | 11      | -           |
| 5      | Meraviglioso - Domenico Modugno            | Claudio Lippi      | 21        | 11        | 5     | 5       | -           |

- Mission Impossible: Gabriele Cirilli ha interpretato il personaggio dell'Ape Maia dell'anime L'ape Maia.

### Seconda puntata
La seconda puntata è andata in onda il 29 settembre 2017 ed è stata vinta da Federico Angelucci che ha interpretato Mina in Amor Mio.
| Ordine | Canzone e cantante imitato                                   | Concorrente        | Punteggio | Montesano | Goggi | De Sica | Fiorello | Concorrenti |
| ------ | ------------------------------------------------------------ | ------------------ | --------- | --------- | ----- | ------- | -------- | ----------- |
| 4      | Amor mio - Mina                                              | Federico Angelucci | 87        | 14        | 16    | 16      | 16       | 25          |
| 6      | Bella senz'anima - Riccardo Cocciante                        | Marco Carta        | 69        | 15        | 15    | 15      | 14       | 10          |
| 7      | What a Wonderful World - Louis Armstrong                     | Platinette         | 69        | 16        | 14    | 14      | 15       | 10          |
| 12     | Non me lo so spiegare - Tiziano Ferro                        | Filippo Bisciglia  | 55        | 13        | 11    | 13      | 13       | 5           |
| 2      | L'essenziale - Marco Mengoni                                 | Piero Mazzocchetti | 48        | 11        | 13    | 12      | 12       | -           |
| 11     | Toxic - Britney Spears                                       | Benedetta Mazza    | 40        | 9         | 9     | 10      | 7        | 5           |
| 8      | I'm Outta Love - Anastacia                                   | Annalisa Minetti   | 40        | 6         | 12    | 11      | 11       | -           |
| 1      | Amore disperato - Nada                                       | Edy Angelillo      | 36        | 10        | 10    | 7       | 9        | -           |
| 9      | Qui e là - Patty Pravo                                       | Donatella Rettore  | 33        | 8         | 8     | 9       | 8        | -           |
| 5      | Love Me Tender - Elvis Presley                               | Claudio Lippi      | 30        | 12        | 6     | 6       | 6        | -           |
| 10     | Essere una donna - Anna Tatangelo                            | Alessia Macari     | 30        | 7         | 5     | 8       | 5        | 5           |
| 3      | I Wanna Dance with Somebody (who loves me) - Whitney Houston | Valeria Altobelli  | 27        | 5         | 7     | 5       | 10       | -           |

- Quarto giudice: Beppe Fiorello
- Mission Impossible: Gabriele Cirilli ha interpretato il personaggio di Heidi dell'anime Heidi.

### Terza puntata
La terza puntata è andata in onda il 7 ottobre 2017 ed è stata vinta da Filippo Bisciglia che ha interpretato Franco Califano in Minuetto.
| Ordine | Canzone e cantante imitato                     | Concorrente        | Punteggio | Montesano | Goggi | De Sica | Angiolini | Concorrenti |
| ------ | ---------------------------------------------- | ------------------ | --------- | --------- | ----- | ------- | --------- | ----------- |
| 4      | Minuetto - Franco Califano                     | Filippo Bisciglia  | 82        | 15        | 16    | 16      | 15        | 20          |
| 8      | Sempre - Gabriella Ferri                       | Donatella Rettore  | 65        | 16        | 14    | 14      | 16        | 5           |
| 2      | La donna del mio amico - Roby Facchinetti      | Piero Mazzocchetti | 63        | 14        | 15    | 15      | 14        | 5           |
| 12     | Straordinario - Chiara                         | Annalisa Minetti   | 57        | 13        | 13    | 13      | 13        | 5           |
| 10     | It's My Life - Bon Jovi                        | Marco Carta        | 51        | 12        | 12    | 12      | 10        | 5           |
| 3      | Kobra - Donatella Rettore                      | Valeria Altobelli  | 46        | 10        | 10    | 10      | 11        | 5           |
| 11     | Love to Love you Baby - Donna Summer           | Edy Angelillo      | 43        | 9         | 11    | 11      | 12        | -           |
| 5      | Tomorrow - Amanda Lear                         | Claudio Lippi      | 37        | 6         | 6     | 9       | 6         | 10          |
| 1      | Grace Kelly - Mika                             | Federico Angelucci | 35        | 11        | 7     | 8       | 9         | -           |
| 6      | Testarda io (la mia solitudine) - Iva Zanicchi | Platinette         | 31        | 8         | 8     | 7       | 8         | -           |
| 7      | Let's Get Loud - Jennifer Lopez                | Alessia Macari     | 29        | 7         | 9     | 6       | 7         | -           |
| 9      | La notte vola - Lorella Cuccarini              | Benedetta Mazza    | 25        | 5         | 5     | 5       | 5         | 5           |

- Quarto giudice: Ambra Angiolini
- Ospiti: Roby Facchinetti, Iva Zanicchi e Lorella Cuccarini
- Mission Impossible: Gabriele Cirilli ha interpretato il personaggio di Shrek della serie cinematografica Shrek.

### Quarta puntata
La quarta puntata è andata in onda il 13 ottobre 2017 ed è stata vinta da Annalisa Minetti che ha interpretato LP in Lost on You.
| Ordine | Canzone e cantante imitato                      | Concorrente        | Punteggio | Montesano | Goggi | De Sica | Concorrenti |
| ------ | ----------------------------------------------- | ------------------ | --------- | --------- | ----- | ------- | ----------- |
| 6      | Lost on You - LP                                | Annalisa Minetti   | 54        | 14        | 15    | 15      | 10          |
| 3      | La notte dei pensieri - Michele Zarrillo        | Marco Carta        | 53        | 16        | 16    | 16      | 5           |
| 9      | Che sia benedetta - Fiorella Mannoia            | Valeria Altobelli  | 44        | 6         | 11    | 12      | 15          |
| 1      | Adesso tu - Eros Ramazzotti                     | Filippo Bisciglia  | 44        | 12        | 14    | 13      | 5           |
| 8      | Sorry Seems to Be the Hardest Word - Elton John | Piero Mazzocchetti | 38        | 11        | 13    | 14      | -           |
| 11     | Mi vendo - Renato Zero                          | Dario Bandiera     | 37        | 15        | 12    | 10      | -           |
| 4      | Can't Take My Eyes Of Off You - Gloria Gaynor   | Benedetta Mazza    | 35        | 9         | 10    | 11      | 5           |
| 2      | Cicale - Heather Parisi                         | Alessia Macari     | 33        | 10        | 9     | 9       | 5           |
| 7      | L'Italiano - Toto Cutugno                       | Claudio Lippi      | 27        | 13        | 7     | 7       | -           |
| 5      | Pensieri e parole - Lucio Battisti              | Federico Angelucci | 26        | 7         | 6     | 8       | 5           |
| 10     | Karma Chameleon - Boy George                    | Platinette         | 25        | 5         | 5     | 5       | 10          |
| 12     | Tuli-Tuli-Pan - Trio Lescano                    | Edy Angelillo      | 22        | 8         | 8     | 6       | -           |

- Nota: Donatella Rettore, a causa di un grave problema di salute, ha dovuto lasciare il programma (avrebbe dovuto interpretare Ornella Vanoni), e a partire da questa puntata viene sostituita da Dario Bandiera, il quale inizia il percorso partendo dal punteggio guadagnato nelle prime tre puntate da Donatella Rettore.
- Ospite: Michele Zarrillo
- Mission Impossible: Gabriele Cirilli ha interpretato il personaggio di Ariel del film d'animazione La Sirenetta.

### Quinta puntata
La quinta puntata è andata in onda il 20 ottobre 2017 ed è stata vinta da Annalisa Minetti che ha interpretato Mia Martini in Gli uomini non cambiano.
| Ordine | Canzone e cantante imitato                       | Concorrente        | Punteggio | Montesano | Goggi | De Sica | Preziosi | Concorrenti |
| ------ | ------------------------------------------------ | ------------------ | --------- | --------- | ----- | ------- | -------- | ----------- |
| 3      | Gli uomini non cambiano - Mia Martini            | Annalisa Minetti   | 68        | 16        | 16    | 15      | 16       | 5           |
| 5      | Anima mia - Cugini di Campagna                   | Dario Bandiera     | 66        | 15        | 15    | 16      | 15       | 5           |
| 8      | Beautiful - Christina Aguilera                   | Alessia Macari     | 59        | 10        | 13    | 13      | 13       | 10          |
| 11     | Eppure sentire (Un senso di te) - Elisa          | Benedetta Mazza    | 53        | 13        | 10    | 8       | 12       | 10          |
| 6      | Crazy - Seal                                     | Marco Carta        | 52        | 9         | 14    | 14      | 5        | 10          |
| 1      | 'O sole mio - Luciano Pavarotti                  | Piero Mazzocchetti | 49        | 6         | 12    | 11      | 10       | 10          |
| 10     | Maria - Ricky Martin                             | Federico Angelucci | 46        | 12        | 11    | 12      | 11       | -           |
| 12     | Everybody Loves Somebody - Dean Martin           | Claudio Lippi      | 44        | 14        | 7     | 9       | 14       | -           |
| 4      | These Boots Are Made for Walkin' - Nancy Sinatra | Edy Angelillo      | 37        | 8         | 9     | 7       | 8        | 5           |
| 9      | Quando nasce un amore - Anna Oxa                 | Valeria Altobelli  | 34        | 11        | 5     | 6       | 7        | 5           |
| 7      | La voglia, la pazzia - Ornella Vanoni            | Platinette         | 34        | 7         | 8     | 10      | 9        | -           |
| 2      | L'estate addosso - Jovanotti                     | Filippo Bisciglia  | 22        | 5         | 6     | 5       | 6        | -           |

- Quarto giudice: Alessandro Preziosi
- Mission Impossible: Gabriele Cirilli ha interpretato i personaggi dei sette nani del film d'animazione Biancaneve e i sette nani.

### Sesta puntata
La sesta puntata è andata in onda il 27 ottobre 2017 ed è stata vinta da Filippo Bisciglia che ha interpretato Ligabue in Piccola stella senza cielo.
| Ordine | Canzone e cantante imitato           | Concorrente        | Punteggio | Montesano | Goggi | De Sica | Concorrenti |
| ------ | ------------------------------------ | ------------------ | --------- | --------- | ----- | ------- | ----------- |
| 3      | Piccola stella senza cielo - Ligabue | Filippo Bisciglia  | 54        | 16        | 14    | 14      | 10          |
| 6      | A mano a mano - Rino Gaetano         | Marco Carta        | 52        | 15        | 16    | 16      | 5           |
| 10     | La pulce d'acqua - Angelo Branduardi | Edy Angelillo      | 46        | 14        | 11    | 11      | 10          |
| 7      | Gold - Tony Hadley                   | Dario Bandiera     | 42        | 11        | 13    | 13      | 5           |
| 4      | Dimmi come... - Alexia               | Alessia Macari     | 40        | 10        | 15    | 15      | -           |
| 8      | Granada - Claudio Villa              | Federico Angelucci | 36        | 12        | 7     | 7       | 10          |
| 5      | Why - Annie Lennox                   | Valeria Altobelli  | 32        | 9         | 9     | 9       | 5           |
| 12     | The Way We Were - Barbra Streisand   | Annalisa Minetti   | 31        | 7         | 12    | 12      | -           |
| 2      | I Feel Good - James Brown            | Platinette         | 31        | 6         | 10    | 10      | 5           |
| 9      | Sex Bomb - Tom Jones                 | Piero Mazzocchetti | 30        | 13        | 6     | 6       | 5           |
| 11     | Non succederà più - Claudia Mori     | Benedetta Mazza    | 29        | 8         | 8     | 8       | 5           |
| 1      | La prima cosa bella - Nicola Di Bari | Claudio Lippi      | 15        | 5         | 5     | 5       | -           |

- Ospite: Alexia
- Mission Impossible: Gabriele Cirilli ha interpretato il personaggio di Po della serie cinematografica Kung Fu Panda.

### Settima puntata
La settima puntata è andata in onda il 3 novembre 2017 ed è stata vinta da Federico Angelucci che ha interpretato Freddie Mercury in We Are the Champions.
| Ordine | Canzone e cantante imitato                         | Concorrente        | Punteggio | Montesano | Goggi | De Sica | Concorrenti |
| ------ | -------------------------------------------------- | ------------------ | --------- | --------- | ----- | ------- | ----------- |
| 6      | We Are the Champions - Freddie Mercury             | Federico Angelucci | 71        | 15        | 15    | 16      | 25          |
| 3      | Get Lucky - Pharrell Williams                      | Marco Carta        | 47        | 16        | 16    | 15      | -           |
| 4      | Avevo un cuore (che ti amava tanto) - Mino Reitano | Piero Mazzocchetti | 45        | 14        | 13    | 13      | 5           |
| 5      | Beautiful That Way - Noa                           | Valeria Altobelli  | 41        | 13        | 12    | 11      | 5           |
| 2      | Adagio - Lara Fabian                               | Annalisa Minetti   | 40        | 12        | 14    | 14      | -           |
| 8      | Without You - Mariah Carey                         | Alessia Macari     | 37        | 10        | 8     | 9       | 10          |
| 7      | Una carezza in un pugno - Adriano Celentano        | Claudio Lippi      | 32        | 11        | 11    | 10      | -           |
| 9      | Avrai - Claudio Baglioni                           | Filippo Bisciglia  | 31        | 9         | 10    | 12      | -           |
| 10     | Zodiacs - Roberta Kelly                            | Edy Angelillo      | 25        | 6         | 7     | 7       | 5           |
| 1      | Se piangi, se ridi - Bobby Solo                    | Platinette         | 25        | 8         | 9     | 8       | -           |
| 12     | Un amore così grande - Andrea Bocelli              | Dario Bandiera     | 24        | 7         | 6     | 6       | 5           |
| 11     | Come foglie - Malika Ayane                         | Benedetta Mazza    | 20        | 5         | 5     | 5       | 5           |

- Mission Impossible: Gabriele Cirilli ha interpretato il personaggio di Fred Flintstone del cartone animato I Flintstones.

### Ottava puntata
L'ottava puntata è andata in onda l'11 novembre 2017 ed è stata vinta da Federico Angelucci che ha interpretato Loretta Goggi in Maledetta primavera. Quest'ultima puntata ha inoltre decretato Marco Carta campione dell'edizione.
| Ordine | Canzone e cantante imitato                   | Concorrente        | Punteggio | Montesano | Goggi | De Sica | Tortora | Concorrenti |
| ------ | -------------------------------------------- | ------------------ | --------- | --------- | ----- | ------- | ------- | ----------- |
| 4      | Maledetta primavera - Loretta Goggi          | Federico Angelucci | 75        | 13        | 15    | 16      | 16      | 15          |
| 1      | Notte prima degli esami - Antonello Venditti | Filippo Bisciglia  | 70        | 16        | 13    | 12      | 14      | 15          |
| 7      | Regina di cuori - Piero Pelù                 | Dario Bandiera     | 59        | 9         | 14    | 15      | 11      | 10          |
| 2      | New York, New York - Liza Minnelli           | Annalisa Minetti   | 58        | 15        | 16    | 14      | 13      | -           |
| 5      | Solo3min - Giuliano Sangiorgi                | Marco Carta        | 53        | 14        | 11    | 11      | 12      | 5           |
| 11     | Lei - Charles Aznavour                       | Piero Mazzocchetti | 47        | 10        | 12    | 13      | 7       | 5           |
| 6      | Torpedo blu - Giorgio Gaber                  | Claudio Lippi      | 42        | 7         | 10    | 10      | 15      | -           |
| 3      | Bad Romance - Lady Gaga                      | Alessia Macari     | 38        | 12        | 9     | 8       | 9       | -           |
| 10     | Heart of Glass - Blondie                     | Edy Angelillo      | 38        | 11        | 7     | 7       | 8       | 5           |
| 8      | Ti parlerò d'amor - Wanda Osiris             | Platinette         | 35        | 8         | 8     | 9       | 10      | -           |
| 9      | Fatti bella per te - Paola Turci             | Valeria Altobelli  | 27        | 5         | 6     | 6       | 5       | 5           |
| 12     | Upside Down - Diana Ross                     | Benedetta Mazza    | 22        | 6         | 5     | 5       | 6       | -           |

- Quarto giudice: Max Tortora
- Mission Impossible: Gabriele Cirilli ha interpretato il personaggio di Elsa del film d'animazione Frozen - Il regno di ghiaccio.

## Cinque punti dei concorrenti
| Puntata | Altobelli    | Angelillo    | Angelucci  | Bandiera/ Rettore | Bisciglia | Carta     | Lippi      | Macari    | Mazza        | Mazzocchetti | Minetti   | Platinette |
| ------- | ------------ | ------------ | ---------- | ----------------- | --------- | --------- | ---------- | --------- | ------------ | ------------ | --------- | ---------- |
| 1       | Minetti      | Bisciglia    | Carta      | Platinette        | Angelillo | Minetti   | Minetti    | Minetti   | Platinette   | Mazza        | Altobelli | Rettore    |
| 2       | Angelucci    | Carta        | Platinette | Mazza             | Macari    | Angelucci | Angelucci  | Bisciglia | Angelucci    | Platinette   | Carta     | Angelucci  |
| 3       | Mazzocchetti | Bisciglia    | Lippi      | Altobelli         | Carta     | Bisciglia | Mazza      | Bisciglia | Bisciglia    | Minetti      | Rettore   | Lippi      |
| 4       | Minetti      | Altobelli    | Macari     | Platinette        | Carta     | Bisciglia | Platinette | Angelucci | Minetti      | Altobelli    | Altobelli | Mazza      |
| 5       | Mazzocchetti | Minetti      | Mazza      | Altobelli         | Macari    | Macari    | Mazza      | Carta     | Mazzocchetti | Bandiera     | Carta     | Angelillo  |
| 6       | Bandiera     | Angelucci    | Angelillo  | Mazzocchetti      | Mazza     | Angelillo | Platinette | Bisciglia | Bisciglia    | Altobelli    | Carta     | Angelucci  |
| 7       | Mazzocchetti | Angelucci    | Angelillo  | Macari            | Macari    | Angelucci | Angelucci  | Bandiera  | Angelucci    | Altobelli    | Angelucci | Mazza      |
| 8       | Angelillo    | Mazzocchetti | Carta      | Bisciglia         | Bandiera  | Angelucci | Angelucci  | Bisciglia | Bisciglia    | Altobelli    | Bandiera  | Angelucci  |

## Classifiche

### Classifica generale
Quest'anno la classifica finale è stata determinata, oltre che dai punti guadagnati da ciascun concorrente nelle esibizioni di tutte le puntate, anche da altri 10 punti bonus, assegnati nell'ultima puntata da ogni giudice e dai coach a un concorrente a loro scelta, rispettivamente:
- Enrico Montesano: Filippo Bisciglia
- Loretta Goggi: Marco Carta
- Christian De Sica: Platinette
- Coach: Alessia Macari

| Posizione | Concorrente                      | Punti |
| --------- | -------------------------------- | ----- |
| 1         | Marco Carta                      | 436   |
| 2         | Annalisa Minetti                 | 416   |
| 3         | Filippo Bisciglia                | 414   |
| 4         | Federico Angelucci               | 401   |
| 5         | Donatella Rettore-Dario Bandiera | 357   |
| 6         | Piero Mazzocchetti               | 352   |
| 7         | Alessia Macari                   | 316   |
| 8         | Valeria Altobelli                | 290   |
| 8         | Platinette                       | 290   |
| 10        | Edy Angelillo                    | 274   |
| 11        | Benedetta Mazza                  | 254   |
| 12        | Claudio Lippi                    | 248   |

- Marco Carta vince la settima edizione di Tale e quale show.
- Annalisa Minetti è la seconda classificata.
- Filippo Bisciglia è il terzo classificato.

Quest'anno la classifica finale è stata determinata, oltre che dai punti guadagnati da ciascun concorrente nelle esibizioni di tutte le puntate, anche da altri 10 punti bonus, assegnati nell'ultima puntata da ogni giudice e dai coach a un concorrente a loro scelta, rispettivamente:
- Enrico Montesano: Filippo Bisciglia
- Loretta Goggi: Marco Carta
- Christian De Sica: Platinette
- Coach: Alessia Macari

| Posizione | Concorrente | Punti |
| --------- | ----------- | ----- |
| '         | James       | 64    |
| '         | Kate        | 60    |
| '         | Ogie        | 56    |
| '         | Vhalat      | 52    |
| '         | Glen        | 46    |
| '         | Daisy       | 46    |
| '         | Taliya      | 40    |
| '         | Pam         | 34    |
| '         | Jeyvi       | 34    |
| '         | Lyn-Lyn     | 28    |
| '         | Kenneth     | 22    |
| '         | Krl         | 22    |

- Marco Carta vince la settima edizione di Tale e quale show.
- Annalisa Minetti è la seconda classificata.
- Filippo Bisciglia è il terzo classificato.

### Classifica categoria Uomini
| Posizione | Concorrente        | Punti |
| --------- | ------------------ | ----- |
| 1         | Marco Carta        | 436   |
| 2         | Filippo Bisciglia  | 414   |
| 3         | Federico Angelucci | 401   |
| 4         | Dario Bandiera     | 357   |
| 5         | Piero Mazzocchetti | 352   |
| 6         | Platinette         | 290   |
| 7         | Claudio Lippi      | 248   |

- Marco Carta è primo classificato nella categoria Uomini.
- Marco Carta, Filippo Bisciglia e Federico Angelucci si qualificano alla sesta edizione del torneo.
- Dario Bandiera, Piero Mazzocchetti, Platinette e Claudio Lippi sono eliminati.

### Classifica categoria Donne
| Posizione | Concorrente       | Punti |
| --------- | ----------------- | ----- |
| 1         | Annalisa Minetti  | 416   |
| 2         | Alessia Macari    | 316   |
| 3         | Valeria Altobelli | 290   |
| 4         | Edy Angelillo     | 274   |
| 5         | Benedetta Mazza   | 254   |
| -         | Donatella Rettore | -     |

- Annalisa Minetti è prima classificata nella categoria Donne.
- Annalisa Minetti, Alessia Macari e Valeria Altobelli si qualificano alla sesta edizione del torneo.
- Edy Angelillo e Benedetta Mazza sono eliminate.

## Le "Mission Impossible" di Gabriele Cirilli
Gabriele Cirilli, partecipante alle prime due edizioni del programma, al torneo dei campioni e fuori gara, in quest'edizione interpreta per ogni puntata i personaggi dei cartoni animati, film d'animazione e serie cinematografiche più amate da tutti, specialmente dal pubblico dei bambini.
| Puntata | Esibizione                                       | Note |
| ------- | ------------------------------------------------ | --- |
| 1       | L'ape Maia - Ape Maia                            | Gabriele Cirilli si è esibito interpretando il personaggio dell'Ape Maia dell'anime L'ape Maia, cantando la sigla originariamente interpretata da Katia Svizzero. |
| 2       | Heidi - Heidi                                    | Gabriele Cirilli si è esibito interpretando il personaggio di Heidi dell'anime Heidi, cantando la sigla originariamente interpretata da Elisabetta Viviani. |
| 3       | Shrek - I'm a Believer                           | Gabriele Cirilli si è esibito interpretando il personaggio di Shrek della serie cinematografica Shrek, cantando la canzone originariamente interpretata dagli Smash Mouth. |
| 4       | La sirenetta - In fondo al mar                   | Gabriele Cirilli si è esibito interpretando il personaggio di Ariel del film d'animazione La Sirenetta, cantando la canzone originariamente interpretata da Ronny Grant. |
| 5       | Biancaneve e i sette nani - Hey-Ho!              | Gabriele Cirilli si è esibito interpretando i personaggi dei sette nani del film d'animazione Biancaneve e i sette nani, cantando la canzone originariamente interpretata dal coro di Pietro Carapellucci. Cirilli ha interpretato dal vivo solo uno dei sette nani, mentre le interpretazioni degli altri sei (raffiguranti le caricature di Christian De Sica, Loretta Goggi, Enrico Montesano, Carlo Conti, Platinette e Claudio Lippi) sono state registrate precedentemente e mandate in onda in contemporanea. |
| 6       | Kung Fu Panda - Kung Fu Fighting                 | Gabriele Cirilli si è esibito interpretando il personaggio di Po della serie cinematografica Kung Fu Panda, cantando la sigla originariamente interpretata da Carl Douglas. |
| 7       | I Flintstones - Meet the Flintstones             | Gabriele Cirilli si è esibito interpretando il personaggio di Fred Flintstone del cartone animato I Flintstones, cantando la sigla originariamente interpretata dai The B-52s. |
| 8       | Frozen - Il regno di ghiaccio - All'alba sorgerò | Gabriele Cirilli si è esibito interpretando il personaggio di Elsa del film d'animazione Frozen - Il regno di ghiaccio, cantando la canzone originariamente interpretata da Serena Autieri. |

## Tale e quale pop
Come nella precedente edizione, in ogni puntata vi è un piccolo spazio dedicato alla messa in onda di alcuni tra i video inviati dai telespettatori alla redazione del programma, nei quali si cimentano nell'imitazione canora di un personaggio del panorama musicale italiano o estero.

## Ascolti
| Puntata | Messa in onda     | Telespettatori | Share  |
| ------- | ----------------- | -------------- | ------ |
| 1       | 22 settembre 2017 | 4 572 000      | 22,13% |
| 2       | 29 settembre 2017 | 4 615 000      | 22,88% |
| 3       | 7 ottobre 2017    | 4 044 000      | 20,65% |
| 4       | 13 ottobre 2017   | 4 634 000      | 22,00% |
| 5       | 20 ottobre 2017   | 4 705 000      | 22,20% |
| 6       | 27 ottobre 2017   | 4 514 000      | 21,34% |
| 7       | 3 novembre 2017   | 4 858 000      | 22,10% |
| 8       | 11 novembre 2017  | 4 028 000      | 21,13% |
| Media   | Media             | 4 496 000      | 21,80% |